# Alceste Arcangeli
Alceste Arcangeli (Pisa, 8 settembre 1880 – Torino, 28 aprile 1965) è stato uno zoologo e biologo italiano.

## Biografia
Alceste Arcangeli nacque a Pisa nel 1880 da Giovanni, professore di Botanica. Si laureò a Pisa in Scienze biologiche. Nel 1923 fu professore di Zoologia presso l'Università di Sassari, poi, nel 1926, presso l'Università di Bari, città in cui fu Prefetto dell'Orto Botanico. Nel 1930 vinse la cattedra di Zoologia presso l'Università di Torino, dove si stabilì definitivamente.
Il 5 maggio 1937 divenne socio dell'Accademia delle scienze di Torino. Alceste Arcangeli, è stato uno tra i pionieri delle moderne ricerche sulla determinazione del sesso e sulla variabilità sessuale negli ermafroditi. Egli fu inoltre riconosciuto a livello mondiale come specialista dei crostacei isopodi. Morì a Torino il 28 aprile 1965.

## Opere
- Il ciprino dorato - Morfologia, biologia, razze, origine, allevamento, colorazione, anomalie, malattie e nemici 1926 Prima e unica edizione
- Dai rettili all'ameba - Milano, 1915, 16° leg. orig. t.tela rossa pp. 140-XI con 94 fig. n.t.
- Contributo alla conoscenza degli isopodi della Catalogna - Barcelona, 1924, estr. pp. 30 + 5 tav
- Contributo alla conoscenza della fauna isopodologica delle terre circostanti all'alto Adriatico - Vol. 11, pt. I (1926-28), p. 1-62, 1 c. di tav. - Pubblicato nel 1926
- Gli isopodi terrestri dell'estuario veneto - Vol. 18 (1950-52), 2, p. 13-59 : ill. - Pubblicato il 30.11.1950